# 銀の盃
『銀の盃』（ぎんのさかずき、The Silver Chalice）は1954年のアメリカ合衆国の映画。ローマ時代のキリスト教徒を扱ったトマス・B・コスティンのベストセラー小説を映画化した作品。出演はヴァージニア・メイヨなど。ポール・ニューマンの映画デビュー作でもある。
第27回アカデミー賞では撮影賞とドラマ・コメディ音楽賞にノミネートされた。
日本では1971年11月26日に、NETテレビで『巨塔の魔法使い』という題で放送された。

## キャスト
※括弧内は日本語吹替（テレビ版）
- ヘレナ：ヴァージニア・メイヨ（山東昭子）
- デボラ：ピア・アンジェリ（渋沢詩子）
- サイモン：ジャック・パランス（納谷悟朗）
- バジル：ポール・ニューマン（川合伸旺）
- ミジャミン：ジョセフ・ワイズマン（羽佐間道夫）
- アリマタヤのヨセフ：ウォルター・ハンデン
- ルーク：アレクサンダー・スコービー
- ピーター：ローン・グリーン
- イグナチオ：E・G・マーシャル
- 少女時代のヘレナ：ナタリー・ウッド（杉山佳寿子）
- 少年時代のバジル：ピーター・レイノルズ

## スタッフ
- 監督：ヴィクター・サヴィル
- 製作：ヴィクター・サヴィル
- 原作：トーマス・B・コステイン
- 脚本：レッサー・サミュエルズ
- 撮影：ウィリアム・V・スコール
- 音楽：フランツ・ワックスマン
- 編集：ジョージ・ホワイト

## 評価
本作に出演したポール・ニューマンは後に否定的な評価をしている。1966年にテレビ放映される際、彼は広告内でデビューしたてであった自身の演技が悪いと謝罪し、人々にその映画を見ないように要求した。しかし、これが裏目に出て放送は異常に高い評価を受けたという。